# Natalie Angier
Natalie Marie Angier (geb. 16. Februar 1958 in der Bronx, New York City) ist eine US-amerikanische Wissenschaftsjournalistin und Sachbuchautorin. Im Jahr 1991 erhielt sie den Pulitzer-Preis.

## Leben
Natalie Angier ist eine Tochter von Keith Angier und Adele Bernice Angier, geborene Rosenthal. Zunächst studierte sie zwei Jahre an der University of Michigan in Ann Arbor. Anschließend studierte sie Physik, Astronomie und Englisch am Barnard College in New York und schloss die Ausbildung 1978 als Bachelor mit dem Prädikat magna cum laude ab. Von 1980 bis 1984 veröffentlichte sie Fachartikel aus dem Bereich Biologie in der Monatszeitschrift Discover. Sie war als wissenschaftliche Autorin für das Nachrichtenmagazin Time tätig und wirkte eine Zeit lang als Assistenzprofessorin (Adjunct Professor) im Graduate Program in Science, Health and Environmental Reporting bei der New York University.
Natalie Angier debütierte 1988 mit der Monografie Natural Obsessions über das Streben nach der Erforschung von Krebszellen. Im Jahr 1990 wurde sie als wissenschaftliche Journalistin in der Zeitungsredaktion der New York Times angestellt und erhielt 1991 den Pulitzer-Preis für Beat Reporting. Im September 1991 heiratete sie Richard „Rick“ Steven Weiss und hat im August 1996 die Tochter Katherine Ida Weiss Angier geboren. Sie verfasste den Fachartikel Biologically Correct für die Anthologie Sisterhood is Forever. The Women’s Anthology for a New Millennium, die Robin Morgan redigierte und im Jahr 2003 herausgab. Angier ist eine Atheistin und erhielt im Jahr 2003 den Emperor Has No Clothes Award („Der-Kaiser-hat-keine-Kleider-Preis“) von der Freedom From Religion Foundation in Madison (Wisconsin).
Von 2006 bis 2016 nahm sie am Program Andrew Dickson White Professors-at-Large bei der Cornell University in Ithaca teil.
Im Jahr 2009 wurde sie ausgewählt als Hauptrednerin bei der Absolventenfeier am Washington & Jefferson College in Washington sowie an der Cornell University. Sie ist ein langjähriges Mitglied bei der National Association of Science Writers (NASW), seit 2008 Ehrenmitglied bei der wissenschaftlichen Vereinigung Sigma Xi und Ehrenmitglied bei der Society for Women’s Health Research. Sie ist eine Kolumnistin bei The New York Times. 2005 wurde sie gewähltes Mitglied der American Philosophical Society.

## Publikationen
- Natural Obsessions. The Search for the Oncogene. Houghton Mifflin, Boston 1988, ISBN 0-395-45370-4.
- The Beauty of the Beastly. New Views on the Nature of Life. Houghton Mifflin, Boston 1995, ISBN 0-395-71816-3.
  - dt. Übersetzung von Susanne Kuhlmann-Krieg: Schön scheußlich. Neue Ansichten von der Natur – von brutalen Delfinen, zärtlichen Schaben und hinterhältigen Orchideen. Goldmann, München 2001, ISBN 3-442-15094-9.
- Woman. An Intimate Geography. Houghton Mifflin, Boston 1999, ISBN 0-395-69130-3.
  - dt. Übersetzung von Ditte und Giovanni Bandini: Frau. Eine intime Geographie des weiblichen Körpers. Bertelsmann, München 2000, ISBN 3-570-00381-7.
- mit Tim Folger (Hrsg.): The Best American Science and Nature Writing 2002. Mariner Books, Boston 2002, ISBN 0-618-08297-2.
- The Canon. A Whirligig Tour of the Beautiful Basics of Science. Houghton Mifflin, Boston 2007, ISBN 978-0-618-24295-5.
  - dt. Übersetzung von Hainer Kober: Naturwissenschaft. Was man wissen muss, um die Welt zu verstehen. Bertelsmann, München 2010, ISBN 978-3-570-01103-4.
- mit Jesse Cohen: The Best American Science Writing 2009. Ecco Press, New York 2009, ISBN 978-0-06-143166-1.

### Fachartikel in Anthologien
- Biologically Correct. In: Robin Morgan (Hrsg.): Sisterhood is Forever. The Women’s Anthology for a New Millennium. Square Press, Washington 2003, ISBN 0-7434-6627-6, S. 3–16.
- The Origin, Procreation and Hopes of an Angry Feminist. In: Cathi Hanauer (Hrsg.): The Bitch in the House. 26 Women Tell the Truth About Sex, Solitude, Work, Motherhood and Marriage. HarperCollins/William Morrow, 2003, ISBN 0-06-621166-2, S. 217–226.

## Filmografie
- 1999: To the Contrary, Fernsehserie
- 1999: Charlie Rose, Talkshow
- 2001: SexTV, Fernsehserie/Dokumentarfilm
- 2004: Le Clitoris, ce cher inconnu, Dokumentarfilm (59 Min.)[7]

## Auswahl der Auszeichnungen/Preise
- 1988: Buch des Jahres der New York Times mit Natural Obsessions
- 1988: Buch des Jahres der AAAS mit Natural Obsessions
- 1990: Lewis-Thomas-Preis des Marine Biological Laboratory für hervorragende Autorenschaft in den Biowissenschaften
- 1991: Pulitzer-Preis für Beat Reporting
- Nominierung für Samuel-Johnson-Preis (UK) mit Woman
- 1991: General Motors International Award für das Schreiben über Krebs
- 1992: AAAS-Preis für Vorzüglichkeit im Journalismus[8]
- 1993: Barnard College Distinguished Alumnae Award
- 2003: Der-Kaiser-hat-keine-Kleider-Preis (Emperor Has No Clothes Award) der Freedom From Religion Foundation[9]
- 2006–2012: Berufung an A. D. White Professor-at-Large bei der Cornell University
- 2007: Robert-P.-Balles-Preis vom Committee for Skeptical Inquiry (CSICOP) für The Canon. A Whirligig Tour of the Beautiful Basics of Science[10]
- 2014: Humanist Media-Preis von der American Humanist Association[11]